# Mars Express
Letjelica Mars Express lansirana je 2. lipnja 2003. uz pomoć rakete Sojuz-Fregat i pri lansiranju je imala masu od 1223 kg. Primarna misija završila je 30. studenog 2005. godine. 
Na sebi nosi 7 znanstvenih instrumenata te sondu Beagle 2, koja je nestala na površini Marsa. Mars Express ima dimenzije od 1,5 x 1,8 x 1,4 metara, a solarne ploče zauzimaju 11,4 m².
Najveće postignuće Mars Expressa je dokaz za tekuću vodu na Marsu.

## Orbita
Dok je putovao prema Marsu, sustav za praćenje položaja je pratio Mars Express tijekom cijeloga puta. Također su se dogodile korakcije putanje da bi sonda mogla stići do Marsa. Korekcije putanje su se radile s 2 ili više motora koji proizvode potisak od 10 njutna. 
Kada je Mars Express došao do Marsa oko njega je kružio pod nagibom od 86,3 stupnjeva u odnosu na ekvator i napravio je jedan krug za 6 sati 43 minute. Putovao je u jako eliptičnoj orbiti: najbliži mu je bio 258 km, a najviše se udaljio od njega 11 560 km. 

## Antene MARSIS
Mars Express je nosio u sebi 3 antene za istraživanje Marsa ispod površine. Prva od njih, i najveća, se prva trebala otvoriti, pa su zatim znanstvenici čekali potvrdu je li se prva antena otvorila do kraja jer ako se prva antena nije otvorila do kraja, a počnu se otvarati druge dvije antene, cijeli eksperiment je mogao propasti. Srećom prva antena se otvorila do kraja i Mars Express je mogao početi istraživanje Marsa. 
2018. koristeći MARSIS, Mars Express je otkrio tekuću vodu na Marsu. Područje vode podsjeća na jezero i nalazi se ispod površine. S obzirom na to da je okoliš Marsa neprijateljski za razvoj života nagađa se da se, ako život na tom planetu i postoji, razvija ispod površine. MARSIS nije mogao detektirati kolika je dubina 'jezera' koje je otkriveno, ali se pretpostavlja da minimalno metar duboko.

## Kontrola temperature
Neki dijelovi letjelice i neki instrumenti moraju održavati temperaturu, a neki instrumenti stalno biti ohlađeni, kako bi ispravno izvodili operacije. U unutrašnjosti Mars Expressa je temperatura stalno 10-20°C i za većinu instrumenata mora biti održavana ta temperatura. Ali ima i dijelova koji moraju biti ohlađeni na –180°C kao npr. PFS i OMEGA, detektori infracrvenog zračenja. To se radi tako da se višak temperature zrači u svemir (koji je na temperaturi od oko -270°C). 

## Solarne ploče
Solarne ploče zauzimaju prostor od 11 kvadratnih metara i postavljene su tako da se mogu pomicati naprijed-nazad da bi uhvatile što više Sunčeva svjetla. Kada je Mars najviše udaljen od Sunca, one proizvode 650 W električne energije, što je više nego i dovoljno za izvođenje eksperimenata i drugih operacija. 

## Komunikacijski sustav

### Low Gain antena
U promjeru ima 40 cm i koristila se na početku putovanja kada je bio blizu Zemlje.

### High Gain antena
Ima promjer od 1,8 metara i koristi se za komunikaciju između Zemlje i Mars Expressa na većim udaljenostima.

### UHF antena
Trebala se koristiti za prikupljanje podataka sa sonde Beagle 2.

## Znanstveni instrumenti
ASPERA (Energetic Neutral Atoms Analyzer) – analizira kako solarni vjetar utječe na Marsovu atmosferu.
Beagle 2 Lander – konstruiran da prikuplja podatke o mogućem prošlom ili sadašnjem životu na Marsu
HRSC (High/Super Resolution Stereo Color Imager) – uzima detaljne slike Marsove površine
MaRS (Radio Science Experiment) – prikuplja podatke o tlu i atmosferi
MARSIS (Subsurface Sounding Radar/Altimeter) – našao je dokaz o vodi na Marsu
OMEGA (IR Mineralogical Mapping Spectrometer) – mape sastava tla
PFS (Planetary Fourier Spectrometer) – proučava sastav atmosfere
SPICAM (UV and IR Atmospheric Spectrometer) – ultraljubičasti i infracrveni atmosferski spektrometar

## Vanjske poveznice
- http://marsprogram.jpl.nasa.gov/express/
- http://esa.capcave.com/esa/marsexpress/
- http://www.dlr.de/mars